# Partito Socialista Democratico Romeno
Il Partito Socialista Democratico Romeno (in rumeno Partidul Socialist Democratic Român, PSDR) è stato un partito politico rumeno.
Partecipò alle elezioni legislative rumene del 1990 e 1992, per poi essere incorporato al Fronte Democratico di Salvezza Nazionale (FDSN), con il quale formò il Partito della Democrazia Sociale di Romania (PDSR).

## Storia

### Fondazione
In seguito alla rivoluzione romena del 1989 che rovesciò il regime di Nicolae Ceaușescu il potere fu assunto ad interim da un governo provvisorio (il Consiglio del Fronte di Salvezza Nazionale, CFSN) costituito principalmente da ex membri del Partito Comunista Romeno (PCR) che, nel febbraio 1990, formarono il partito del Fronte di Salvezza Nazionale (FSN), grande gruppo politico che dominò la presenza nelle istituzioni e nei mezzi di informazione nel primo periodo di transizione alla democrazia. Il 31 dicembre 1989 il CFSN emanò il decreto di abolizione del partito unico, consentendo la formazione di nuovi gruppi. Sorsero, quindi, nuovi partiti che si richiamavano alla tradizione della socialdemocrazia "storica" rumena, rappresentata dallo scomparso Partito Social Democratico Romeno (1927-1948) di Constantin Titel Petrescu. Il più importante di questi fu il Partito Social Democratico Romeno (1990-2001) di Sergiu Cunescu, ma comparvero anche altre esperienze.
Nel gennaio 1990 a Pucioasa, nel distretto di Dâmbovița, Marius Cîrciumaru fondò il Partito Socialista Democratico Romeno (in rumeno Partidul Socialist Democratic Român), gruppo politico che si professava di centro-sinistra, si rivolgeva a «tutti i romeni, indifferentemente dalla razza, dal sesso, dalla religione e dalla nazionalità» e si richiamava al pensiero socialdemocratico rappresentato dalle figure di Titel Petrescu e Lotar Rădăceanu. Il PSDR, nascendo come piccolo partito, tuttavia, sostenne il ruolo egemone del FSN di Ion Iliescu, che considerava unica forza capace di portare alla normalizzazione della vita politica postrivoluzionaria in senso democratico. Grazie a tale appoggio, tra il febbraio e il maggio 1990 il PSDR partecipò all'organo provvisorio successore del CFSN, cioè il Consiglio provvisorio di unione nazionale (CPUN).

### Prime elezioni
In occasione delle prime libere elezioni parlamentari in Romania del 1990, il PSDR si affermò intorno all'1% e riuscì a conquistare 5 seggi alla camera dei deputati. I cinque parlamentari furono Mihai Hanganu, Vasile Hobjilă, Ioan Liviu Negruț, Cornel Nica e Simion Silviu Șomîcu.
In occasione delle elezioni amministrative locali del 1992 in alcuni distretti partecipò alla coalizione elettorale dell'Unione della sinistra democratica (rumeno: Uniunii Stângii Democrate) insieme a Partito socialista del lavoro (PSM), Partidul Român pentru Noua Societate, Mişcarea Neoliberală e Asociaţia Generală pentru Apărarea Drepturilor la Muncă. La coalizione nel complesso ottenne 11 sindaci, 13 consiglieri di distretto e 264 consiglieri comunali. In altri distretti, concorrendo individualmente, il PSDR conseguì 11 consiglieri comunali.
Nel 1992 non ottenne alcun mandato parlamentare alle elezioni legislative ed iniziò le trattative per l'assorbimento nel Fronte Democratico di Salvezza Nazionale (FDSN) di Iliescu, che aveva vinto le elezioni e guidava il governo con Nicolae Văcăroiu.

### Fusione con il Fronte Democratico di Salvezza Nazionale
Dopo alcuni mesi di governo, infatti, il FDSN incorporò altre forze minori: il Partito Repubblicano (in rumeno: Partidul Republican), il Partito Cooperativista (in rumeno: Partidul Cooperatist) e il Partito Socialista Democratico Romeno. Viste le nuove adesioni, in occasione della conferenza nazionale del 9-10 luglio 1993, il FDSN cambiò denominazione, dando vita al Partito della Democrazia Sociale di Romania (PDSR).

## Risultati elettorali
| Elezione          | Elezione | Voti    | %    | Seggi   |
| ----------------- | -------- | ------- | ---- | ------- |
| Parlamentari 1990 | Camera   | 143.393 | 1,05 | 5 / 396 |
| Parlamentari 1990 | Senato   | 152.989 | 1,10 | 0 / 119 |
| Parlamentari 1992 | Camera   | 95.041  | 0,87 | 0 / 341 |
| Parlamentari 1992 | Senato   | 61.309  | 0,56 | 0 / 143 |